# Institut für Sozialarbeit und Sozialpädagogik
Das Institut für Sozialarbeit und Sozialpädagogik (ISS) e.V. ist ein unabhängiges, gemeinnütziges Forschungs- und Beratungsinstitut mit Sitz in Frankfurt am Main und einer Geschäftsstelle in Berlin. Es wurde 1974 gegründet und widmet sich seitdem der wissenschaftlich fundierten Analyse und Gestaltung sozialer Entwicklungen und Strukturen in Deutschland und Europa. Ziel des Instituts ist es, zur Verbesserung sozialer Gerechtigkeit, zur Förderung gesellschaftlicher Teilhabe und zur Weiterentwicklung der Sozialen Arbeit beizutragen. Das ISS e.V. arbeitet interdisziplinär und kooperiert mit Akteuren aus Wissenschaft, Politik, Verwaltung und Praxis.

## Aufgaben
Mit über 50 Mitarbeitenden ist das ISS ein Fachinstitut für wissenschaftsbasierte Praxisberatung, Praxisbegleitung und Praxisentwicklung. Das Institut arbeitet an der Schnittstelle von sozialer Praxis, Politik und Wissenschaft. Es beobachtet, analysiert, begleitet und gestaltet Entwicklungsprozesse der Sozialen Arbeit sowohl auf nationaler als auch auf europäischer Ebene. Zu den Auftraggebern zählen Ministerien, Länder, Kommunen, Stiftungen und Einrichtungsträger. 
Wichtige Arbeitsbereiche des ISS sind:
- Alter
- Armut
- Demokratieförderung und Radikalisierungsprävention
- Einsamkeit
- Gesellschaftspolitik in Europa
- Kinder, Jugend und Familie
- Gleichstellung
- Wohlfahrtsverbände

## Dienstleistungen
Das Institut für Sozialarbeit und Sozialpädagogik e.V. (ISS e.V.) bietet ein breites Spektrum wissenschaftlich fundierter Dienstleistungen an, die sich an Akteure der Sozialpolitik, -verwaltung und -praxis richten.
Forschung
Das Institut führt wissenschaftliche Begleitungen und Evaluationen von Programmen und Maßnahmen durch. Dabei werden gesellschaftlich relevante Fragestellungen identifiziert und empirisch fundierte Datengrundlagen zur Entwicklung von Handlungsoptionen und Strategien erarbeitet. Ein besonderer Fokus liegt auf der Erforschung der Lebenslagen spezifischer Zielgruppen, um Benachteiligungen und vorhandene Ressourcen sichtbar zu machen.
Politikberatung
Auf Grundlage wissenschaftlicher Erkenntnisse berät das Institut politische Entscheidungsträgerinnen und -träger sowie Mitarbeitende in Behörden auf Bundes-, Landes- und kommunaler Ebene. Ziel ist die evidenzbasierte Gestaltung sozialpolitischer Programme und Maßnahmen. Dabei wird eine Balance zwischen politischen Erfordernissen und praktischer Umsetzbarkeit angestrebt. Das Institut steht für fachliche Standards und versteht sich als verlässlicher Partner in der Integration unterschiedlicher Perspektiven.
Weiterbildung und Organisationsentwicklung
Zur Sicherung und Weiterentwicklung der Qualität sozialer Dienstleistungen bietet das ISS e.V. Fort- und Weiterbildungen für Fach- und Führungskräfte in der Sozialen Arbeit an. In der Organisationsentwicklung unterstützt das Institut Fachabteilungen der Sozialverwaltung, insbesondere im Hinblick auf Arbeitsorganisation, Leitungshandeln, Teamentwicklung und im Umgang mit strukturellen Herausforderungen wie dem Fachkräftemangel.

## Geschichte
1974 vom Bundesverband der Arbeiterwohlfahrt (AWO) gegründet, fungiert das ISS Frankfurt a. M. seit 1991 als rechtlich selbständiger gemeinnütziger Verein. Sein Hauptsitz ist Frankfurt am Main. Ein weiterer Standort befindet sich in Berlin. Das Institut finanziert sich durch öffentliche Mittel auf Bundes-, Landes- und kommunaler Ebene sowie durch Zuwendungen von Stiftungen und Förderinstitutionen.

## Publikationen
Das Institut veröffentlicht Evaluationsberichte, Expertisen, Handreichungen und Fachartikel, die sich an Fachpublikum, Fachkräfte der Sozialen Arbeit sowie an die fachinteressierte Öffentlichkeit richten.

## Zeitschrift „Migration und Soziale Arbeit“
Das ISS-Frankfurt a. M. war von 1979 bis 2023 Herausgeber der Zeitschrift „Migration und Soziale Arbeit“. Sie wurde bis 1995 als Informationsdienst zur Ausländerarbeit veröffentlicht. Aktuell erscheint die Zeitschrift viermal jährlich im Juventa Verlag. Sie ist eine Plattform für den Austausch und den Wissenstransfer zu Migrationsfragen zwischen den Fachkräften verschiedener Herkunft und Profession. Sie enthält regelmäßig Beiträge zur Einwanderungs-, Integrations- und Asylpolitik, zur interkulturellen Kinder-, Jugend- und Bildungsarbeit und migrationsspezifischen Themen, wie interkulturelle Öffnung sozialer Regeldienste, psychosoziale Versorgung von Migranten, Lebenslage und spezifische Probleme älterer Migranten, Rassismus und antirassistische Strategien. Jedes Heft erscheint zu einem Themenschwerpunkt und enthält Projektberichte sowie eine Bibliographie zu migrationsrelevanten Themen und Rezensionen von Neuerscheinungen.